# Bab Sidi Kacem

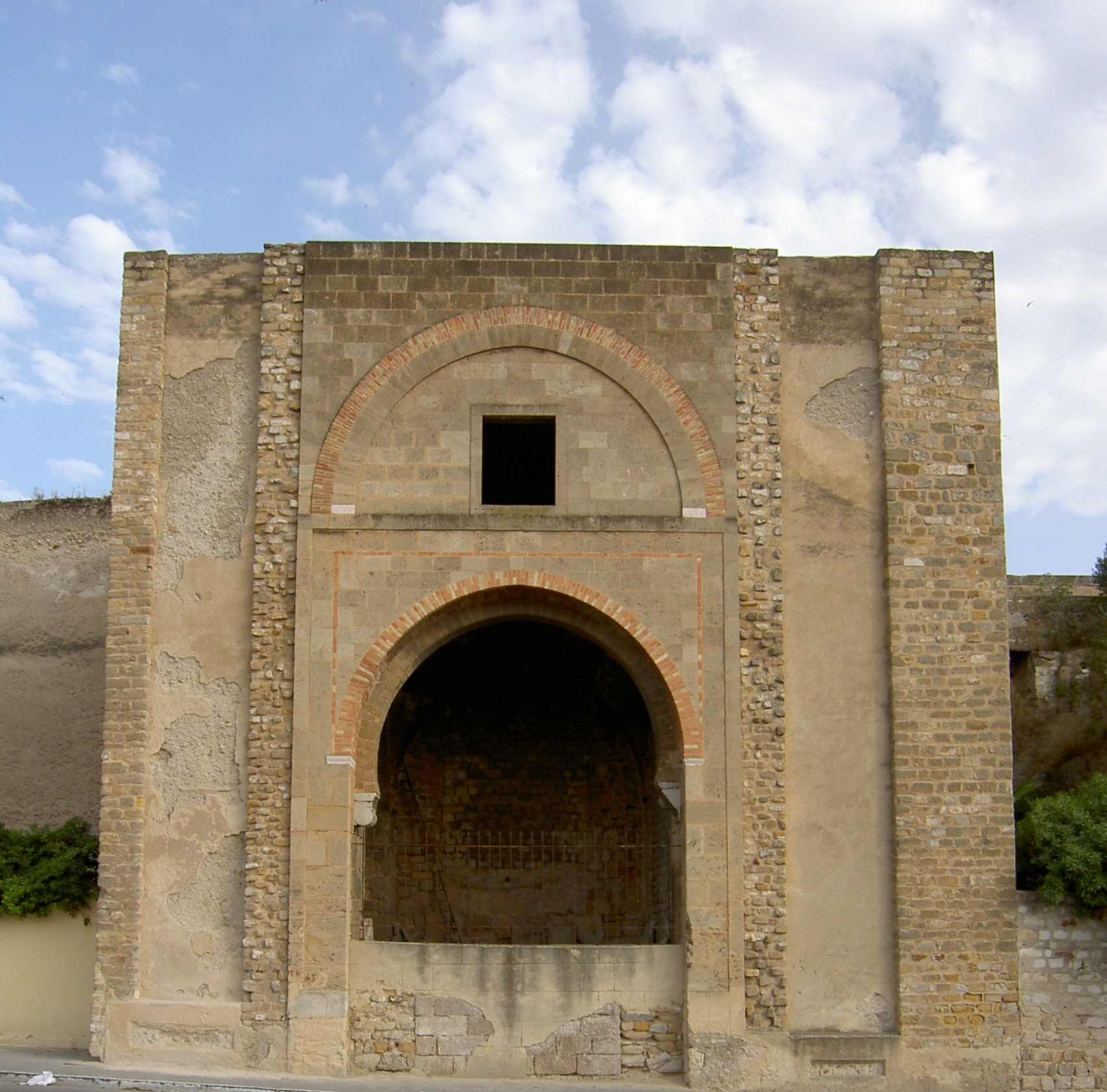
De Bab Sidi Kacem in 2008.

De Bab Sidi Kacem (Arabisch: باب سيدي قاسم) is een stadspoort aan de rand van de Tunesische hoofdstad Tunis. De poort is gebouwd tijdens het Ottomaanse Rijk en maakt deel uit van dezelfde muur als de Bab Laassal, Bab Sidi Abdesselam en de Bab el Gorjani.